# Къща музей на Филип Тотю, Две могили
Къщата музей на Филип Тотю в град Две могили, област Русе, е посветена на видния деец на българското националноосвободителното движение. Другата къща музей в негова чест е родният дом на войводата в махала Гърците на село Вонеща вода, област Велико Търново. Тя е реставрирана и превърната в музей през 1978 година.

## История
В къщата в Две могили Филип Тотю прекарва последните години от живота си, след като се завръща в България след шестгодишен престой в румънски затвор.
През 1895 година, на 65-годишна възраст, се жени за Велика. Няколко години двамата живеят под наем заедно с приятеля си Райко Воденичаров, докато в бащиния двор на Велика строят хубава за времето балканска къща. Войводата почива през 22 март 1907 година и е погребан в двора на църквата „Света Троица“.
През 1974 година къщата в Две могили е обявена за исторически културен паметник от национално значение (Държавен вестник, бр. 35/1974 г.)
През 1980 година къщата е превърната в музей в памет на 150-годишнината от рождението на Филип Тотю и 1300-годишнината от създаването на българската държава.

## Интериор
В отделна стая е подредена експозиция с лични вещи на Филип Тотю: часовник, бастун, пушка, знаме на четата и снимки и документи за живота и дейността му. В другите 3 стаи е направена възстановка на интериора на стара балканска къща с оригинални вещи от времето, когато войводата е живял.